# Episodi di Naruto: Shippuden (tredicesima stagione)
La Saga dei sette spadaccini ninja leggendari (忍刀七人衆の章?, Nin gatana nana nin shū no shō) costituisce la tredicesima stagione della serie televisiva anime Naruto: Shippuden ed è composta dagli episodi che vanno dal 276 al 289. La regia è di Hayato Date ed è prodotta da TV Tokyo e Pierrot. Gli episodi, anche se ispirati al manga di Masashi Kishimoto Naruto, non sono adattati direttamente da esso, ma costituiscono una saga originale; fanno eccezione solo pochi episodi. La trama di questa stagione è incentrata sullo scontro tra le forze dell'alleanza ninja e i sette spadaccini ninja leggendari.
La tredicesima stagione è stata trasmessa in Giappone dal 23 agosto al 15 novembre 2012 su TV Tokyo. In Italia gli episodi dal 276 al 286 sono stati trasmessi su Italia 1 dal 23 dicembre 2013 al 6 gennaio 2014, mentre i successivi su Italia 2 dall'8 al 10 marzo 2017.
La stagione adotta due sigle di apertura: Totsugeki Rock dei The Cro-Magnons (episodi 276-281) e Moshimo di Daisuke (episodi 282-289), e due sigle di chiusura: Kono koe karashite feat. CHEHON di AISHA (episodi 276-281) e MOTHER dei MUCC (episodi 282-289).

## Lista episodi
| Nº  | Titolo italiano Giapponese 「Kanji」 - Rōmaji | In onda           | In onda          |
| Nº  | Titolo italiano Giapponese 「Kanji」 - Rōmaji | Giapponese        | Italiano         |
| 276 | Attacco della Statua Diabolica 「外道魔像の襲来」 - Gedō mazō no shūrai | 23 agosto 2012    | 23 dicembre 2013 |
| 276 | Zetsu Nero, una volta trovati i Daimyo, li attacca, ma arriva, in protezione di questi, una squadra capitanata dal Mizukage. Tsunade ed il Raikage, saputo che Naruto e Bee sono scappati, si muovono di persona per raggiungerli. Tobi fa la sua comparsa sul campo di battaglia, con lo scopo di recuperare i contenitori con dentro i fratelli della Nuvola, ed evoca la Statua Diabolica creando parecchio trambusto. Tobi riesce facilmente ad impossessarsi degli oggetti ed abbandona il luogo dello scontro. Intanto, calata la notte, Kabuto richiama una parte dei corpi da lui controllati ed al quartier generale si fa il punto della situazione: l'alleanza ninja ha perso circa 40.000 uomini su 80.000 mentre i nemici ne hanno persi circa 50.000 su 100.000. Tobi, estremamente soddisfatto per avere recuperato il chakra dei fratelli della Nuvola, ha in mente di completare al più presto il suo piano per poter concludere definitivamente la battaglia il giorno seguente. Naruto, intanto, insieme a Bee, si sta dirigendo il più velocemente possibile sul campo di battaglia. |                   |                  |
| 277 | Segno di riconciliazione 「和解の印」 - Wakai no shirushi | 30 agosto 2012    | 24 dicembre 2013 |
| 277 | Naruto e la Volpe discutono sulla guerra. In particolare, la Volpe accusa Naruto di ingenuità chiedendogli come crede di poter porre fine ad una guerra con le sue forze, mettendolo di fronte al fatto che, in fin dei conti, non è riuscito a fermare neppure Sasuke. Naruto e la Volpe riportano alla memoria la prima volta che questi si è scontrato con Sasuke, ai tempi dell'accademia, momento che rappresenta anche la prima volta che si è accorto dell'odio che alberga dentro Sasuke. Naruto, però, non si lascia scoraggiare e persevera nel suo obiettivo di fermare la guerra, cambiare Sasuke e cambiare persino la Volpe. |                   |                  |
| 278 | Ninja medici nel mirino 「狙われた医療忍者」 - Nerawareta iryō ninja | 6 settembre 2012  | 25 dicembre 2013 |
| 278 | L'esercito alleato è alle prese con l'organizzazione della sorveglianza notturna cui prendono parte, fra gli altri, Neji, Kiba e diversi ninja sensitivi. Nonostante questo, però, durante la notte, alcuni ninja medici vengono assassinati ed il sospetto si insinua nel campo. Neji si reca da Sakura per ricevere delle cure, ma tenta di attaccarla, Sakura, però, non si fa cogliere impreparata. Si scopre, allora, che, mentre il vero Neji è impegnato nel sorvegliare il perimetro, uno degli Zetsu Bianchi ne ha assunto le sembianze e, grazie alla capacità di copiarne perfettamente non solo l'aspetto, ma anche il chakra, si è potuto infiltrare nel campo. Nel frattempo, al quartier generale, Shikaku rivede con attenzione i piani d'attacco dell'alleanza mentre Itachi e Nagato fanno la loro comparsa. |                   |                  |
| 279 | La trappola di Zetsu Bianco 「白ゼツの罠」 - Shiro Zetsu no torappu | 13 settembre 2012 | 26 dicembre 2013 |
| 279 | Il Team 8, composto da Kiba, Hinata e Shino, è incaricato di perlustrare la barriera che divide le truppe dell'alleanza ninja dal territorio nemico. I tre scoprono l'entrata per una caverna e vi si addentrano. Ad aspettarli, però, trovano dei Zetsu Bianchi. Uno di questi fa detonare delle carte bomba distruggendo la caverna ed intrappolandovi i ninja che, quindi, si disperdono. Quando i membri del Team 8 si ritrovano, essi, però, non sono più sicuri della reale identità dei propri compagni. Shino, a ragione, sospetta che almeno uno di loro non sia chi dice di essere e riesce a portare Zetsu allo scoperto. Liberatisi di Zetsu, il gruppo si ricongiunge e riprende il cammino. |                   |                  |
| 280 | L'estetica dell'artista 「芸術家の美学」 - Geijutsuka no bigaku | 20 settembre 2012 | 27 dicembre 2013 |
| 280 | Il quartier generale, ora sotto la guida di Shikaku, viene informato degli attacchi protratti nei campi e, poiché le copie di Zetsu sono indistinguibili dagli originali, si teme che l'esercito precipiti nel caos. Anche i samurai di Mifune e la squadra di Kankuro hanno allestito un campo nella foresta. Questi ricevono la visita di Kurotsuchi, intenzionata ad ottenere delle informazioni da Deidara, loro prigioniero. Proprio da Kurotsuchi, Deidara apprende che Sasuke non è rimasto ucciso durante la sua ultima opera d'arte. Tuttavia, Zetsu si è infiltrato anche fra i samurai e libera Deidara che fugge. Ninja e samurai partono, quindi, all'inseguimento di Deidara, ma incontrano molte difficoltà, soprattutto nell'uso dell'Arte del fulmine verso cui le tecniche esplosive di Deidara sono deboli. Alla fine, comunque, i ninja, sfruttando le risorse a loro disposizione, riescono nuovamente ad imprigionare l'ex-membro di Alba. |                   |                  |
| 281 | L'esercito alleato delle mamme 「母ちゃん連合軍!!」 - Kā-chan rengō-gun!! | 27 settembre 2012 | 30 dicembre 2013 |
| 281 | Mentre le fazioni combattono i Zetsu camuffati in ninja appartenenti all'alleanza, al Villaggio della Foglia si discute della guerra in atto e dell'importanza degli altri ninja che non hanno preso parte alla guerra nel difendere il villaggio stesso grazie alla determinante e coraggiosa alleanza delle madri ninja. Konohamaru ed i suoi coetanei, intanto, hanno saputo di alcune pericolose insidie che riguardano shinobi che praticano l'arte del sumo e che si stanno avvicinando minacciosamente al villaggio. Questi, all'inizio, sembrano incutere timore, ma, grazie alla volontà del Fuoco di tutti gli abitanti del villaggio, in particolare quella delle donne di Konoha e di Konohamaru, mettono al tappeto, in poco tempo, la minaccia. |                   |                  |
| 282 | La coppia più forte 「秘話・最強タッグ!!」 - Hiwa: saikyō taggu!! | 4 ottobre 2012    | 31 dicembre 2013 |
| 282 | Naruto e Bee vengono trovati e fermati da A e Tsunade. Naruto ed il Raikage cominciano a discutere: il ragazzo, avvertendo la sofferenza dei suoi amici sul campo di battaglia grazie al chakra della Volpe, vuole assolutamente intervenire mentre il Raikage afferma che è disposto ad uccidere lui stesso le due forze portanti, in qualità di comandante supremo dell'alleanza per quanto riguarda Naruto e di fratello maggiore per Bee, pur di sventare i piani di Tobi. Dopo avere verificato che il Raikage e Naruto hanno la stessa incredibile velocità, Bee porge il pugno al fratello: comincia, così, la narrazione della storia della coppia A/Bee, il team ninja più forte grazie al devastante colpo del "Doppio Lariat", ma, soprattutto (cosa notata anche dal Quarto Hokage durante il suo scontro col team nella terza grande guerra ninja, occasione nella quale si dimostra il ninja più veloce), grazie all'affetto di Bee per il fratello, unico sentimento capace di salvare una forza portante dalla solitudine.                                                               |                   |                  |
| 283 | I due Soli 「二つの太陽!!」 - Futatsu no taiyō!! | 11 ottobre 2012   | 1º gennaio 2014  |
| 283 | Naruto, Bee, Tsunade ed il Raikage continuano il loro confronto: A è sempre convinto a non voler far partecipare alla guerra le due forze portanti, ma le parole del fratello, che lo atterra col suo "Lariat" dimostrando di avere raggiunto se non superato il suo livello, convincono Tsunade ad allearsi coi due fuggiaschi. Naruto ed il Raikage si scontrano ancora: questa volta, però, il Raikage utilizza il pieno potere dell'Armatura di Fulmine per testare le capacità del giovane, ma Naruto, come aveva già fatto suo padre, evita il colpo del capo villaggio. Bee, infine, spiega che la passione che dà forza alle due forze portanti è grande come un sole: la sua è l'affetto per il fratello mentre Naruto possiede ben due soli, ovvero i suoi genitori. |                   |                  |
| 284 | Jinin Akebino 「兜割! 通草野餌人」 - Kabutowari! Akebino Jinin | 18 ottobre 2012   | 2 gennaio 2014   |
| 284 | Kakashi ordina a Sai di sigillare i ninja riportati in vita da Kabuto tramite una speciale tecnica che il ragazzo aveva appreso tempo addietro da Danzo. Nonostante le difficoltà, alla fine, Sai riesce ad utilizzare, finalmente, la tecnica di sigillo ed a sconfiggere lo spadaccino della Nebbia Jinin Akebino. |                   |                  |
| 285 | Pakura del Villaggio della Sabbia 「灼遁使い! 砂隠れのパクラ」 - Shakuton tsukai! Sunagakure no Pakura | 25 ottobre 2012   | 3 gennaio 2014   |
| 285 | Sul campo di battaglia scende Pakura dell'Arte della Vampa, eroina del Villaggio della Sabbia con l'intento di vendicarsi di tutto il Villaggio della Nebbia Insanguinata per un tradimento da loro ricevuto. Tuttavia, la rediviva incontra una sua ex-allieva, Maki, e quest'ultima cerca in tutti i modi di far comprendere al suo ex-maestro di eliminare i rancori perché, ormai, tutti i villaggi hanno imparato a comprendersi reciprocamente. In un primo momento, Pakura non dà ascolto e comincia ad attaccare, ma, dopo, vedendo le nuove abilità di Maki e l'ottima complicità fra i suoi compagni, decide di arrendersi e lasciare scappare la squadra dando loro una chance per migliorare il futuro. |                   |                  |
| 286 | Le cose che non ritornano 「取り戻せないもの」 - Torimodosenai mono | 1º novembre 2012  | 6 gennaio 2014   |
| 286 | Tsunade ed il Raikage ricordano il loro primo incontro. Durante una missione, il Raikage ed i suoi compagni di squadra vengono attaccati dal gruppo Nokirazu. Karai, uno dei ninja della Nuvola, viene gravemente ferito ed il Raikage decide di convincere Tsunade a guarirlo. La donna accetta a patto che il Raikage la vinca ad una sfida di braccio di ferro. I due, dunque, si sfidano ed il Raikage vince la sfida. |                   |                  |
| 287 | Uno su cui vale la pena scommettere 「賭けるに値する者」 - Kakeru ni ataisuru mono | 1º novembre 2012  | 8 marzo 2017     |
| 287 | Tsunade ordina a Shizune di guarire Karai, ma il Raikage si oppone perché vuole che sia Tsunade a guarire il suo subordinato. Shizune, dunque, racconta al Raikage la storia di Tsunade. L'episodio si conclude con la guarigione di Karai e la sconfitta del gruppo Nokirazu. |                   |                  |
| 288 | Pericolo Jinpachi e Kushimaru 「脅威、甚八・串丸コンビ!!」 - Kyōi, Jinpachi - Kushimaru konbi!! | 8 novembre 2012   | 9 marzo 2017     |
| 288 | Kakashi e Gai affrontano insieme i due spadaccini della nebbia Jinpachi Munashi e Kushimaru Kuriare. Sebbene all'inizio si trovino in difficoltà, i due ninja della foglia trovano la forza di reagire dopo essersi ricordati di una loro passata missione e sconfiggono finalmente i due spadaccini della nebbia. |                   |                  |
| 289 | Zanne del fulmine! Ameyuri Ringo 「雷刀!! 林檎雨由利」 - Raitō!! Ringo Ameyuri | 15 novembre 2012  | 10 marzo 2017    |
| 289 | Ameyuri Ringo semina il panico all'interno dell'esercito dei ninja ed uccide alcuni compagni di Omoi. Quest'ultimo, desideroso di fermare le azioni della spadaccina della nebbia, riesce ad intrappolarla in una palude senza fondo e, quindi, a sconfiggerla. L'episodio si conclude con Kakashi e Gai che ricevono la notizia che Naruto e Killer Bee sono diretti verso il campo di battaglia per aiutare l'esercito dei ninja. |                   |                  |

## DVD

### Giappone
Gli episodi della tredicesima stagione di Naruto: Shippuden sono stati distribuiti in Giappone anche tramite DVD, da aprile a giugno 2013.
| N° | Data           | Dischi | Episodi | Extra |
| -- | -------------- | ------ | ------- | ----- |
| 1  | 3 aprile 2013  | 1      | 276-280 | /     |
| 2  | 1º maggio 2013 | 1      | 281-284 | /     |
| 3  | 5 giugno 2013  | 1      | 285-289 | /     |